# 문조
문조(文鳥, 학명: Padda oryzivora 팟다 오뤼지보라[*])는 참새목의 새이다. 몸길이는 약 16cm로 참새와 비슷하게 생겼다. 머리는 검고 뺨은 희다. 등과 가슴은 회색이며, 배는 분홍색이다. 꼬리는 검은색이며, 부리는 붉은색, 다리는 살색이다. 마을·정원·논밭에 서식하며 봄가을에 두 번 산란하여 4-6개의 알을 낳는다. 자와섬·수마트라섬·발리섬 등지에 분포하며, 동남아시아의 많은 지역과 오스트레일리아에도 도입되었다. 현지에서는 벼나 기타 농작물에 큰 피해를 주는 새로 취급되나 서식지 파괴와 사냥으로 그 수가 줄어들어 CITES 부속서 Ⅱ에 취약종으로 등록되었다. 애완동물로도 사육된다. 여러 마리가 군집 생활을 즐긴다. 학명 "Lonchura oryzivora"은 '논의 곡식을 먹는 새'라는 의미이다.

## 보존
야생 문조는 전세계적으로 개체수가 1만 마리 이하밖에 남아있지 않아 IUCN 적색 목록에 절멸위기종(EN) 등급으로 등재되어 있다. 또한 사이테스 부속서 II에도 등재되어 있다. 문조를 멸종위기로 몰아넣은 주요 원인은 애완동물로 기르려는 수요 및 그로 인한 국제거래 때문이다.